# 육분의자리 왜소은하
육분의자리 왜소 타원 은하(Sextans Dwarf Spheroidal)는 1990년 Mike Irwin, MT Bridgeland, PS Bunclark, RG McMahon에 의해 우리 은하의 8번째 위성 은하로 발견된 왜소 타원 은하다.
우리 은하에서 224km/s의 속도로 멀어지고 있기 때문에 적색 편이를 나타낸다.